# Mykola Balan
Mykola Ivanovyč Balan (in ucraino Микола Іванович Балан?; Staryi Lysets, 12 dicembre 1968) è un generale ucraino.  Ex comandante della Guardia nazionale dell'Ucraina.

## Biografia
Originario dell'Ucraina occidentale, Balan nel 1992 si è laureato a Saratov in Unione Sovietica presso l'Istituto militare delle truppe della Guardia Nazionale dipendente dal Ministero degli Affari Interni dell'Unione Sovietica. Nel 2003 si è anche laureato all'Accademia Nazionale del Servizio di Guardia di Frontiera di Stato dell'Ucraina "Bohdan Khmelnytsky" di Khmelnytskyi. Balan si è laureato con lode presso la National Academy for Public Administration.
Nel 2010 è stato nominato ufficiale capo del comando territoriale della Crimea delle Truppe dell'Interno ucraine.
Dal 2014 Balan è nominato vice comandante della Guardia nazionale dell'Ucraina che prendeva il posto delle Truppe dell'Interno ucraine.
Il 14 giugno 2019 il presidente dell'Ucraina Volodymyr Zelens'kyj nomina Mykola Balan comandante della Guardia nazionale dell'Ucraina al posto di Stepan Poltorak. Balan si dimise dalla Guardia Nazionale dell'Ucraina a causa di una sparatoria con morti e feriti che coinvolse dei militari a Dnipro, venendo sostituito dal generale Jurij Lebid' ex comandante del 47º Reggimento Forze Speciali Tigre. Balan è stato ufficialmente sospeso dal presidente Zelens'kyj il 27 gennaio 2022.